# 平泉—象徵著佛教淨土的廟宇、園林與考古遺址
平泉—象徵著佛教淨土的廟宇、園林與考古遺址，是存在於日本岩手縣平泉町的一系列寺院的總稱。平安时代末期，统治日本东北部的奥州藤原氏按照8世紀傳到日本的淨土宗的宇宙觀建造而成。

## 構成要素
平泉文化遺產包括以下要素：
| 编号        | 名称           | 图片 | 地址                    | 坐标                                                      |
| ----------- | -------------- | ---- | ----------------------- | --------------------------------------------------------- |
| 1277rev-001 | 中尊寺         |      | 岩手縣平泉町平泉衣関202 | 39°00′4.00″N 141°06′28.00″E / 39.0011111°N 141.1077778°E  |
| 1277rev-002 | 毛越寺         |      | 岩手縣平泉町字大沢58    | 38°59′19.00″N 141°06′28.00″E / 38.9886111°N 141.1077778°E |
| 1277rev-003 | 觀自在王院遺跡 |      | 岩手縣平泉町            | 38°59′21.00″N 141°06′36.00″E / 38.9891667°N 141.1100000°E |
| 1277rev-004 | 無量光院遺跡   |      | 岩手縣平泉町            | 38°59′33.00″N 141°06′56.00″E / 38.9925000°N 141.1155556°E |
| 1277rev-005 | 金鸡山         |      | 岩手縣平泉町            | 38°59′35.00″N 141°06′33.0″E / 38.9930556°N 141.109167°E   |

## 登录基准
该世界遗产被认为满足世界遺產登錄基準中的以下基準而予以登錄：
- （ii）在某期间或某种文化圈里对建筑、技术、纪念性艺术、城镇规划、景观设计之发展有巨大影响，促进人类价值的交流。
- （vi）具有显著普遍价值的事件、活的传统、理念、信仰、艺术及文学作品，有直接或实质的连结（世界遗产委员会认为该基准应最好与其他基准共同使用）。

## 圖像

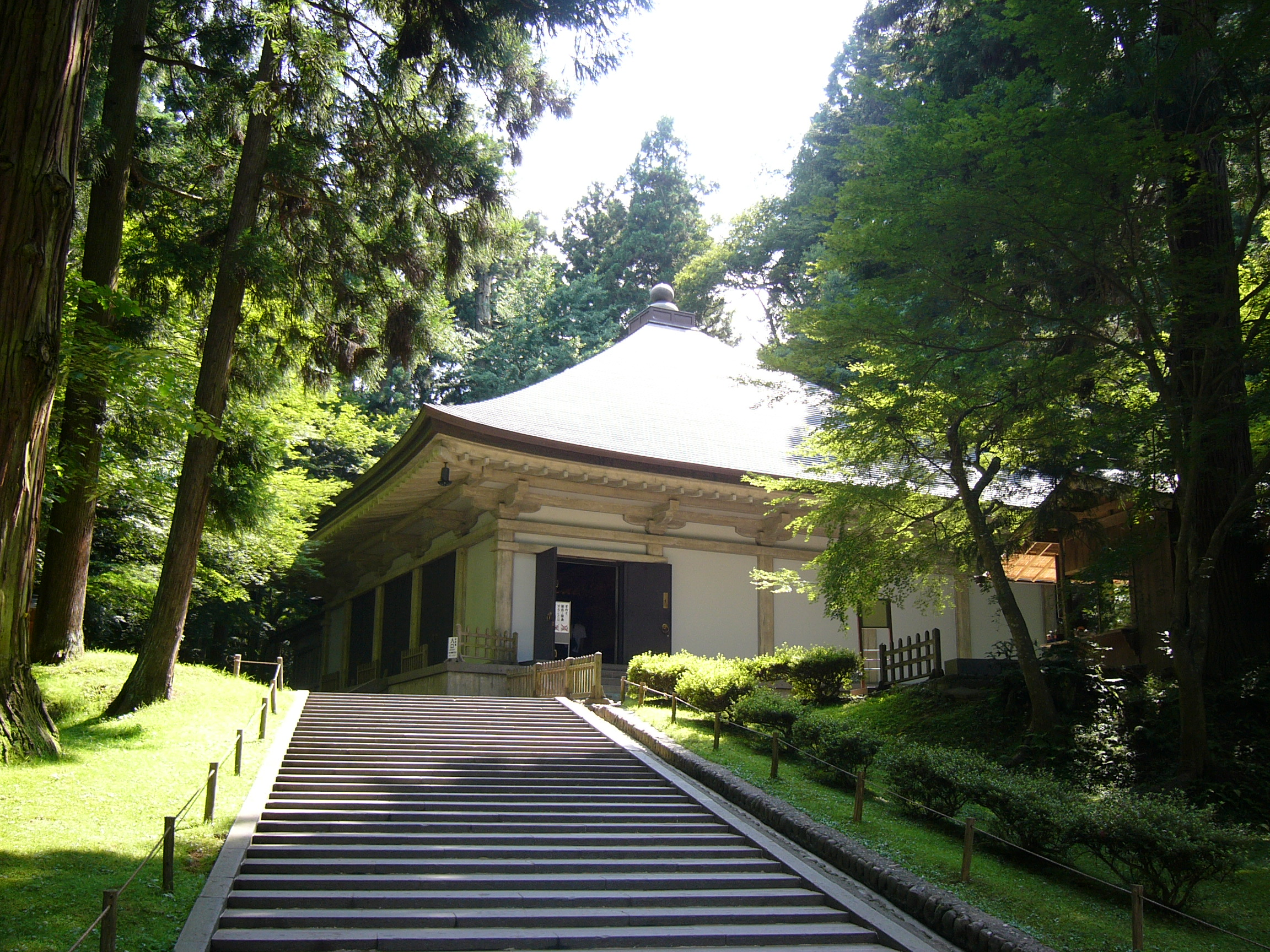
中尊寺 金色堂遗址
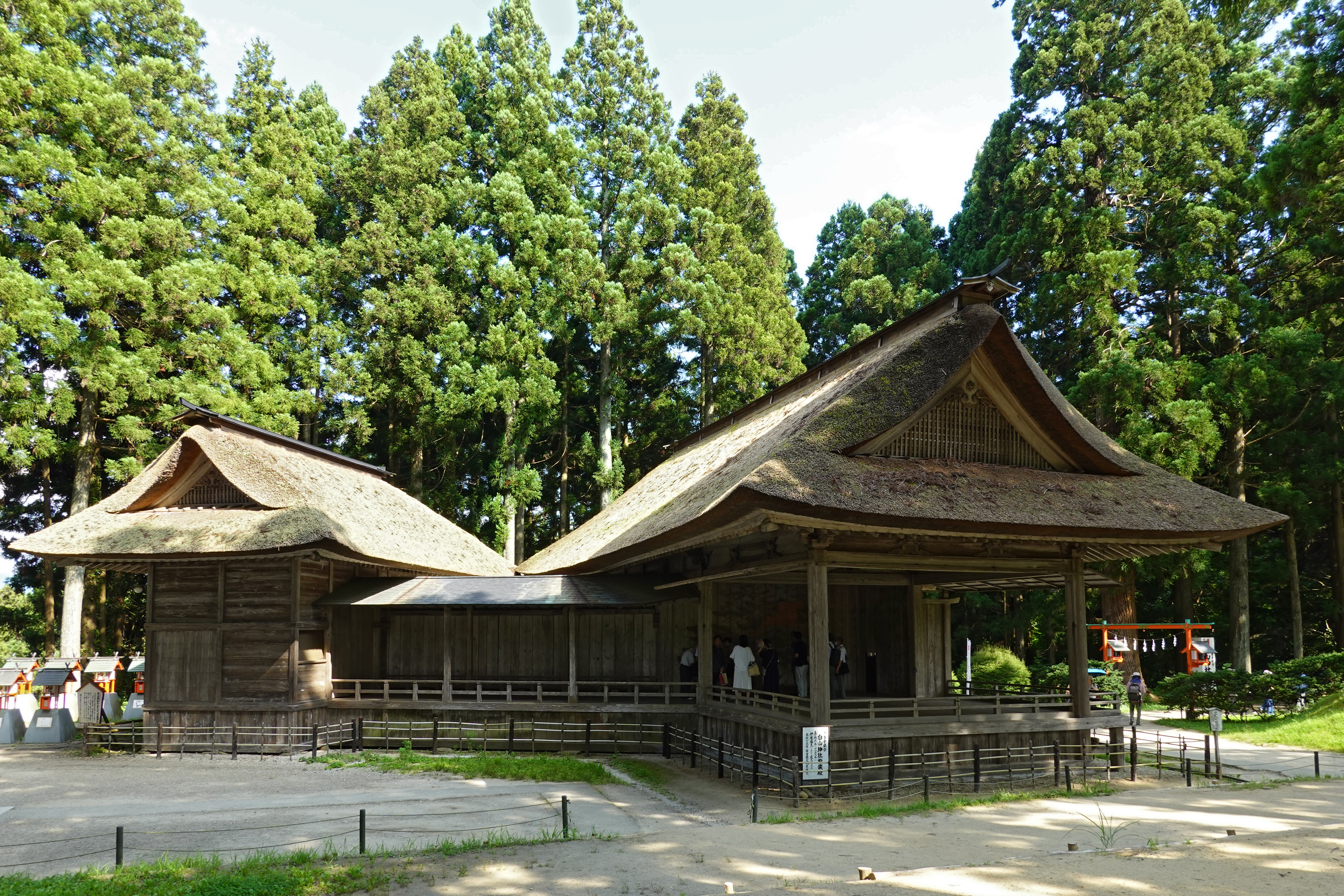
中尊寺 （白山神社能舞台）
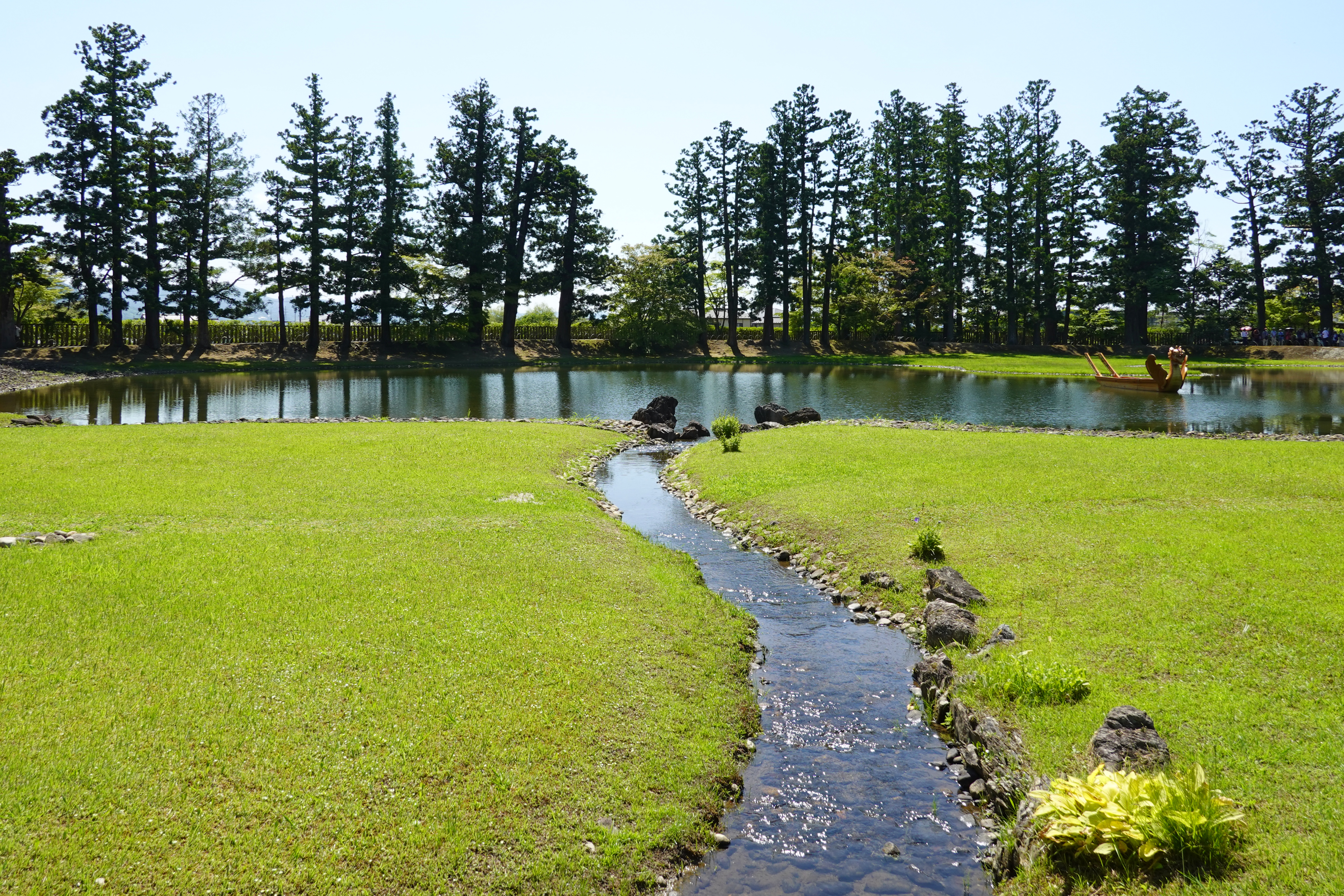
毛越寺 （遣水）
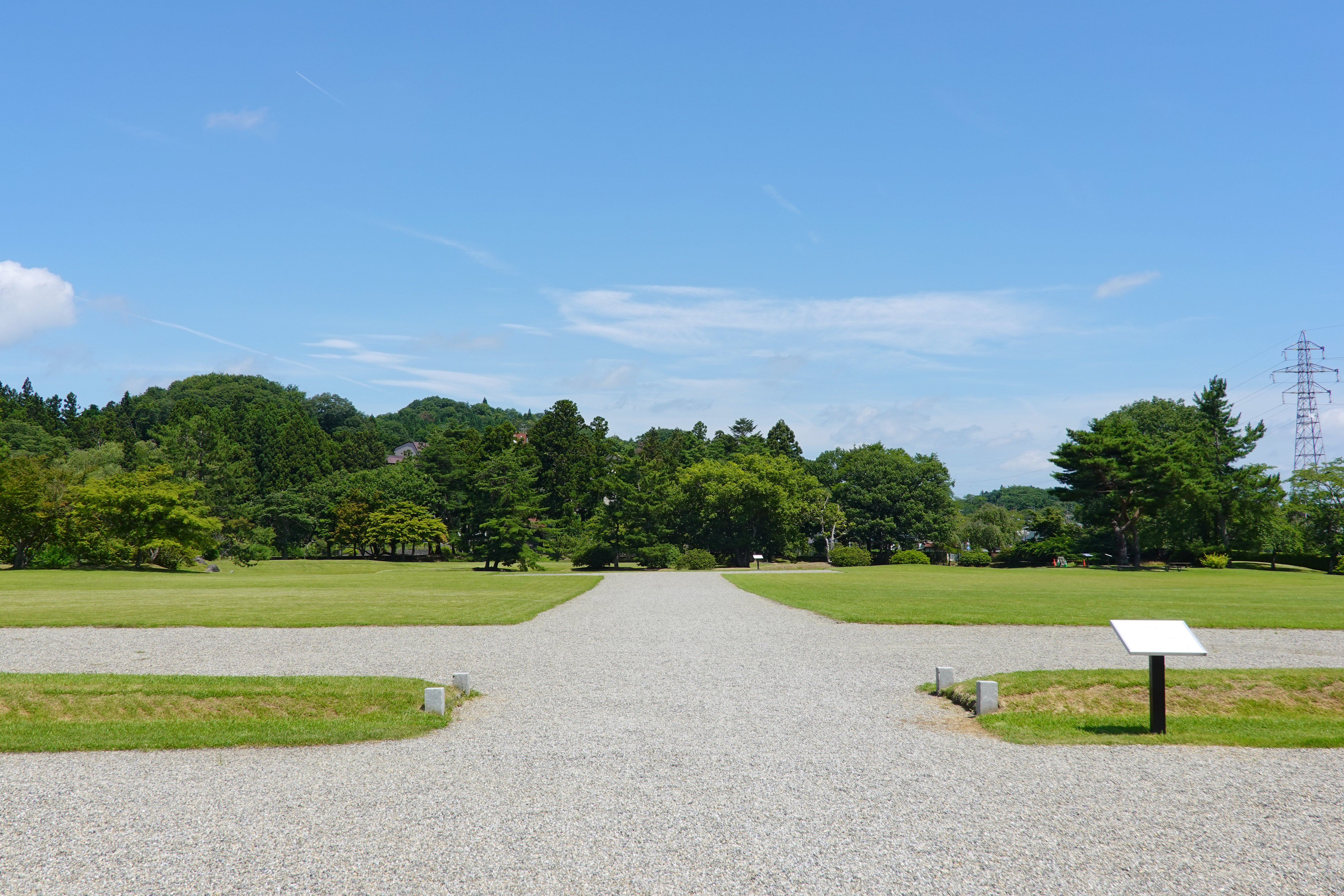
觀自在王院跡
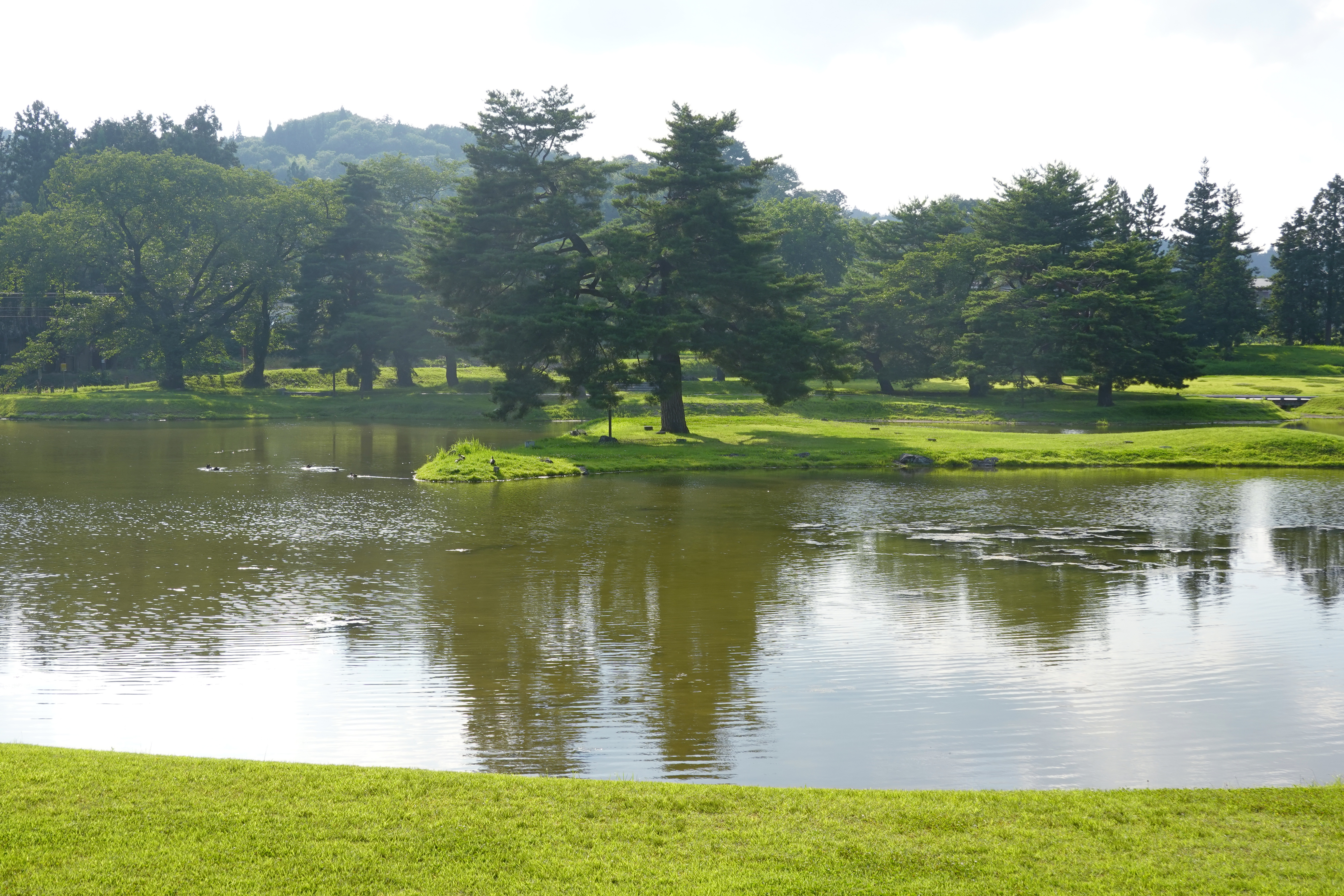
無量光院跡
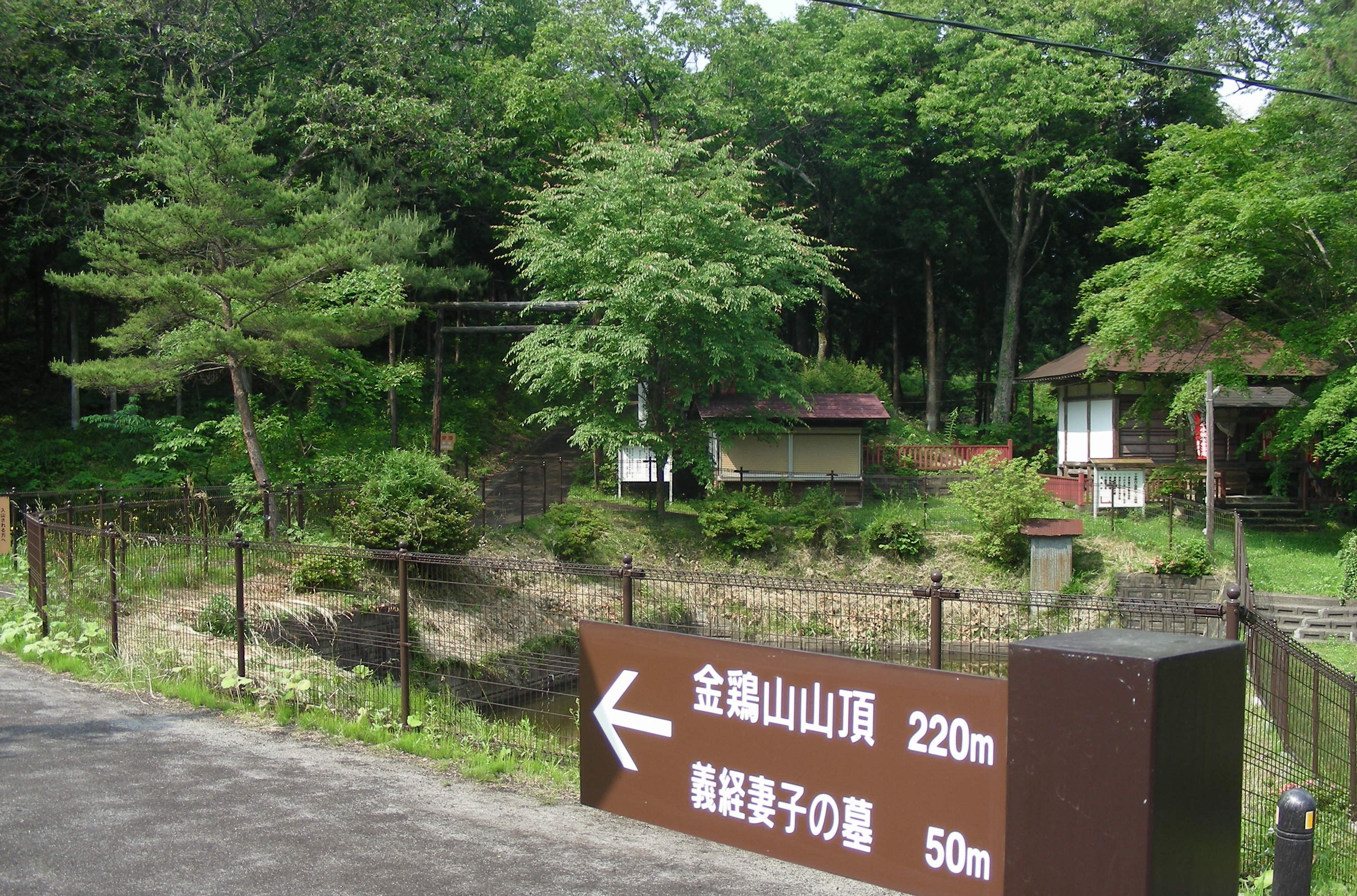
金雞山

## 外部連結
- （岩手縣教育委員會）
- 古都平泉文化遺產（岩手縣教育委員會）
- 岩手平泉 世界遺産情報局（岩手縣政策地域部政策推進室）
- 平泉文化遺産（平泉町世界遺產推進室）